# Línea M2 (Metro de Estambul)
La línea M2, oficialmente conocida como la línea de metro M2 Yenikapı-Hacıosman (en turco: M2 Yenikapı-Hacıosman metro hattı), es una línea de tránsito rápido del Metro de Estambul. Se representa en los mapas y letreros de ruta con el color verde claro. La M2 opera entre Hacıosman, en el sur de Sarıyer, y Yenikapı, en el sur-centro de Fatih, en la península histórica de Estambul. Los trenes de lanzadera van desde Sanayi hasta Seyrantepe y Rams Park. La línea M2 cuenta con 16 estaciones, todas menos una subterráneas, y una longitud total de 23,49 kilómetros (14,6 mi). Una afluencia diaria de alrededor de 500 000 pasajeros la convierte en la línea más transitada del sistema de Metro de Estambul.

## Estaciones
| Estación           | Acc. | Enlaces | Apertura                 | Distrito      | Notas             |
| ------------------ | ---- | ------- | ------------------------ | ------------- | ----------------- |
| Yenikapı           |      |         | 15 de febrero de 2014    | Fatih         | Plaza de Yenikapı |
| Vezneciler         |      |         | 16 de marzo de 2014      | Fatih         |                   |
| Haliç              |      |         | 15 de febrero de 2014    | Cuerno de Oro |                   |
| Şişhane            |      |         | 31 de enero de 2009      | Beyoğlu       |                   |
| Taksim             |      |         | 16 de septiembre de 2000 | Beyoğlu       | Plaza Taksim      |
| Osmanbey           |      |         | 16 de septiembre de 2000 | Şişli         |                   |
| Şişli-Mecidiyeköy  |      |         | 16 de septiembre de 2000 | Şişli         |                   |
| Gayrettepe         |      |         | 16 de septiembre de 2000 | Şişli         |                   |
| Levent             |      |         | 16 de septiembre de 2000 | Beşiktaş      |                   |
| 4. Levent          |      |         | 16 de septiembre de 2000 | Beşiktaş      |                   |
| Sanayi Mahallesi   |      |         | 31 de enero de 2009      | Kağıthane     |                   |
| İTÜ-Ayazağa        |      |         | 31 de enero de 2009      | Sarıyer       |                   |
| Atatürk Oto Sanayi |      |         | 31 de enero de 2009      | Sarıyer       |                   |
| Darüşşafaka        |      |         | 2 de septiembre de 2010  | Sarıyer       |                   |
| Hacıosman          |      |         | 29 de abril de 2011      | Sarıyer       |                   |